# Арбасанци
Арбасанци (на македонска литературна норма: Арбасанци) e село в североизточната част на Северна Македония, част от община Свети Никола.

## География
Селото е разположено на 7 километра източно от общинския център град Свети Никола.

## История
На етническата си карта от 1927 година Леонард Шулце Йена показва Арбасанци (Arbasanci) като село с неясен етнически състав.
В 1994 година селото има 4, а в 2002 година – 1 жител.

## Личности
Родени в Арбасанци
- Величко Иванов, български революционер, деец на ВМРО[3]